# دوسو دوسی
دوسو دوسی (انگلیسی: Dosso Dossi؛ ۱۴۹۰ – ۱۵۴۲) با نام اصلی جیووانی دی نیکولو دِ لاتِری، نقاش اهل کشور ایتالیا در عصر رنسانس بود.